# Cattleya pittiana
Cattleya pittiana är en orkidéart som beskrevs av O'brien och Célestin Alfred Cogniaux. Cattleya pittiana ingår i släktet Cattleya och familjen orkidéer. Inga underarter finns listade i Catalogue of Life.